# Séisme de 2017 à Kerman
Ne doit pas être confondu avec Séisme de 2017 à Kermanshah.
Le séisme de 2017 à Kerman est un tremblement de terre qui s'est produit le 1er décembre 2017 en Iran, dans l'Est du pays, dans la province de Kerman. L'épicentre se trouve à 58 kilomètres au nord-est de la ville de Kerman, l'hypocentre étant situé à dix kilomètres de profondeur ; la secousse principale, de magnitude 6,1, est suivie de deux répliques importantes de magnitude 5,1 et 4.
Les populations locales rapportent de nombreuses destructions sur les bâtiments dans les villages et des routes coupées.
Un premier bilan fait état d'au moins 51 blessés.